# Gregg Berhalter
Gregg Matthew Berhalter (nacido el 1 de agosto de 1973 en Englewood, Nueva Jersey) es un exfutbolista estadounidense que jugó como defensa. Actualmente dirige al Chicago Fire de la Major League Soccer.

## Carrera como jugador

### Primeros años y educación
Gregg Matthew Berhalter nació el 1 de agosto de 1973 en Englewood, Nueva Jersey, y creció en Tenafly, Nueva Jersey, y fue compañero de equipo de la escuela secundaria de Claudio Reyna en Saint Benedict's Preparatory School en Newark, Nueva Jersey. Jugó fútbol universitario en la Universidad de Carolina del Norte en Chapel Hill. En 1993, pasó la temporada baja universitaria jugando para los Raleigh Flyers (fútbol) de la United Soccer League. Berhalter es el ahijado del jugador de béisbol Carl Yastrzemski.

### Profesional
Berhalter dejó la UNC después de su tercer año, firmando con el club holandés PEC Zwolle en 1994. Más tarde jugó para el Sparta Rotterdam y el SC Cambuur Leeuwarden en los Países Bajos, y con Crystal Palace en Inglaterra (donde jugó brevemente junto a Jovan Kirovski). Durante su etapa en el Crystal Palace, marcó un gol contra el Bradford City.
En 2002, Berhalter firmó con el Energie Cottbus de la Bundesliga alemana. Llegó a realizar 111 apariciones en la liga con el equipo, capitaneándolos a una promoción de regreso a la Bundesliga. En 2006, Berhalter firmó con el TSV 1860 Múnich de la 2. Bundesliga, y fue nombrado capitán del equipo. Permaneció allí durante dos años y medio más, haciendo 73 apariciones en la liga para "Die Löwen".
Después de una carrera de 15 años en Europa, Berhalter regresó a los Estados Unidos en abril de 2009. Firmó un contrato con la Major League Soccer, su primer contrato con un club en su país de origen. Fue revelado como jugador de Los Angeles Galaxy el 3 de abril de 2009. En su primera temporada con el Galaxy, sus goles en contra se redujeron a la mitad, de 61 a 30, con Berhalter como líder en defensa mientras guiaba a Omar González a los honores de Novato del Año.
El 14 de noviembre de 2009, anotó en el minuto 103 de la final de la Conferencia Oeste, lo que impulsó al Galaxy a una victoria por 2-0 sobre el Houston Dynamo y a la Copa MLS 2009. Fue su primer gol en 28 partidos con el club. En su segunda temporada, el Galaxy ganó el MLS Supporters Shield y redujo aún más sus goles en contra a 26 en la temporada, un récord del Galaxy. El 12 de octubre de 2011, Berhalter anunció su decisión de retirarse al final de la temporada del fútbol profesional.

## Como entrenador

### Hammarby IF
Después de una temporada como asistente en Los Angeles Galaxy, Berhalter fue nombrado entrenador del club sueco Hammarby IF el 12 de diciembre de 2011. En ese momento, el equipo estaba jugando en Superettan, el segundo nivel. Aunque es un error común, Berhalter no fue el primer estadounidense en dirigir un equipo de fútbol profesional en Europa. El primer estadounidense en dirigir un equipo de fútbol profesional en Europa fue Thomas Dooley, quien dirigió 1. FC Saarbrücken durante la temporada 2002-2003. Berhalter fue despedido el 24 de julio de 2013 por "falta de juego de ataque". Hammarby ocupaba el octavo lugar en el momento del despido.

### Columbus Crew
Berhalter se convirtió en el director deportivo y entrenador del Columbus Crew el 6 de noviembre de 2013. Con Berhalter, Columbus Crew se clasificó para los playoffs en 2014, 2015, 2017 y 2018. Alcanzaron la MLS Cup 2015 pero perdieron en casa 2-1 ante los Portland Timbers.

### Estados Unidos
El 2 de diciembre de 2018, Berhalter se convirtió en el entrenador de la selección nacional de Estados Unidos. Berhalter llevó a Estados Unidos a quedarse con la Copa de Oro de la Concacaf 2021. El 12 de noviembre de 2021, Berhalter llevó a Estados Unidos a una victoria por 2-0 sobre su rival México en las eliminatorias para la Copa Mundial en el Estadio TQL de Cincinnati, Ohio. Posteriormente, el equipo se clasificó y llegó a los octavos de final de la Copa Mundial de la FIFA 2022.
El 3 de enero de 2023, Berhalter emitió un comunicado en el que decía que en 1991 había pateado a su futura esposa en las piernas después de una discusión. La Federación de Fútbol de Estados Unidos dijo que estaba investigando lo sucedido y lo suspendió temporalmente de su cargo. Anthony Hudson ocupó el cargo de entrenador interinamente.
En junio de 2023, Berhalter fue recontratado por la USMNT y firmó un contrato hasta la finalización de la Copa Mundial de la FIFA 2026. No obstante, volvió a ocupar el banquillo estadounidense luego de la finalización de la Copa de Oro 2023.En su primera competencia oficial, la Copa América 2024, su equipo quedó eliminado en la fase de grupos luego de finalizar en la tercera colocación del Grupo C.El 10 de julio de 2024, fue despedido de su cargo con efecto inmediato.

### Chicago Fire
El 8 de octubre de 2024, fue anunciado como entrenador y director deportivo del Chicago Fire.

## Selección nacional
Como jugador, disputó 44 partidos internacionales con la selección de los Estados Unidos entre 1994 y 2006. Jugó los mundiales de 2002 y en 2006, siendo el primero que pudo sumar minutos en dos encuentros.

### Participaciones en la Copa Mundial de Fútbol
| Copa                      | Sede                | Resultado        |
| ------------------------- | ------------------- | ---------------- |
| Mundial de Fútbol de 2002 | Corea del Sur Japón | Cuartos de final |
| Mundial de Fútbol de 2006 | Alemania            | Primera fase     |

### Participaciones en la Copa Confederaciones
| Copa                      | Sede    | Resultado      |
| ------------------------- | ------- | -------------- |
| Copa Confederaciones 2003 | Francia | Fase de grupos |

### Participaciones en la Copa de Oro de la Concacaf
| Copa                            | Sede           | Resultado  |
| ------------------------------- | -------------- | ---------- |
| Copa de Oro de la Concacaf 1998 | Estados Unidos | Subcampeón |

## Clubes y estadísticas

### Como jugador
| Club                | País           | Año       |
| ------------------- | -------------- | --------- |
| Raleigh Flyers      | Estados Unidos | 1993      |
| PEC Zwolle          | Países Bajos   | 1994-1996 |
| Sparta de Rotterdam | Países Bajos   | 1996-1998 |
| Cambuur Leeuwarden  | Países Bajos   | 1998-2000 |
| Crystal Palace      | Inglaterra     | 2001-2002 |
| Energie Cottbus     | Alemania       | 2002-2006 |
| TSV 1860 Múnich     | Alemania       | 2006-2009 |
| Los Angeles Galaxy  | Estados Unidos | 2009-2011 |

### Como entrenador

#### Clubes
| Equipo                       | Div.         | Temporada    | Liga | Liga | Liga | Liga | Liga |    | Copa | Copa | Copa | Copa |   | Internacional | Internacional | Internacional | Internacional | Internacional |   | Otros | Otros | Otros | Otros |    | Totales     | Totales | Totales | Totales | Totales | Totales | Totales | Totales |
| Equipo                       | Div.         | Temporada    | PD   | G    | E    | P    | Pos. | PD | G    | E    | P    | PD   | G | E             | P             | Pos.          | PD            | G             | E | P     | PD    | G     | E     | P  | Rendimiento | GF      | GC      | Dif.    |         |         |         |         |
| ---------------------------- | ------------ | ------------ | ---- | ---- | ---- | ---- | ---- | -- | ---- | ---- | ---- | ---- | - | ------------- | ------------- | ------------- | ------------- | ------------- | - | ----- | ----- | ----- | ----- | -- | ----------- | ------- | ------- | ------- | ------- | ------- | ------- | ------- |
| Hammarby IF · Suecia         | 2.ª          | 2012         | 30   | 13   | 10   | 7    | 4.º  | 1  | 0    | 1    | 0    | -    | - | -             | -             | -             | -             | -             | - | -     | 31    | 13    | 11    | 7  | 53.77%      | 41      | 34      | +7      |         |         |         |         |
| Hammarby IF · Suecia         | 2.ª          | 2013         | 15   | 5    | 6    | 4    | Inc. | -  | -    | -    | -    | -    | - | -             | -             | -             | -             | -             | - | -     | 15    | 5     | 6     | 4  | 46.66%      | 12      | 10      | +2      |         |         |         |         |
| Hammarby IF · Suecia         | Total        | Total        | 45   | 18   | 16   | 11   | -    | 1  | 0    | 1    | 0    | -    | - | -             | -             | -             | -             | -             | - | -     | 46    | 18    | 17    | 11 | 51.45%      | 53      | 44      | +9      |         |         |         |         |
| Columbus Crew Estados Unidos | 1.ª          | 2014         | 34   | 14   | 10   | 10   | 7.º  | 2  | 1    | 0    | 1    | -    | - | -             | -             | -             | 2             | 0             | 0 | 2     | 38    | 15    | 10    | 13 | 48.24%      | 59      | 54      | +5      |         |         |         |         |
| Columbus Crew Estados Unidos | 1.ª          | 2015         | 34   | 15   | 8    | 11   | 4.º  | 2  | 1    | 0    | 1    | -    | - | -             | -             | -             | 5             | 2             | 0 | 3     | 41    | 18    | 8     | 15 | 50.4%       | 68      | 62      | +6      |         |         |         |         |
| Columbus Crew Estados Unidos | 1.ª          | 2016         | 34   | 8    | 12   | 14   | 18.º | 2  | 1    | 0    | 1    | -    | - | -             | -             | -             | -             | -             | - | -     | 36    | 9     | 12    | 15 | 36.11%      | 55      | 60      | -5      |         |         |         |         |
| Columbus Crew Estados Unidos | 1.ª          | 2017         | 34   | 16   | 6    | 12   | 5.º  | 1  | 0    | 0    | 1    | -    | - | -             | -             | -             | 5             | 1             | 2 | 2     | 40    | 17    | 8     | 15 | 49.17%      | 57      | 54      | +3      |         |         |         |         |
| Columbus Crew Estados Unidos | 1.ª          | 2018         | 34   | 14   | 9    | 11   | 10.º | 1  | 0    | 1    | 0    | -    | - | -             | -             | -             | 3             | 1             | 1 | 1     | 38    | 15    | 11    | 12 | 49.12%      | 48      | 52      | -4      |         |         |         |         |
| Columbus Crew Estados Unidos | Total        | Total        | 170  | 67   | 45   | 58   | -    | 8  | 3    | 1    | 4    | -    | - | -             | -             | -             | 15            | 4             | 3 | 8     | 193   | 74    | 49    | 70 | 46.8%       | 287     | 282     | +5      |         |         |         |         |
| Chicago Fire Estados Unidos  | 1.ª          | 2025         | 25   | 10   | 6    | 9    | -    | 3  | 2    | 0    | 1    | 0    | 0 | 0             | 0             | -             | -             | -             | - | -     | 28    | 12    | 6     | 10 | 50%         | 55      | 46      | +9      |         |         |         |         |
| Chicago Fire Estados Unidos  | Total        | Total        | 25   | 10   | 6    | 9    | -    | 3  | 2    | 0    | 1    | 0    | 0 | 0             | 0             | -             | -             | -             | - | -     | 28    | 12    | 6     | 10 | 50%         | 55      | 46      | +9      |         |         |         |         |
| Total clubes                 | Total clubes | Total clubes | 240  | 95   | 67   | 78   | -    | 12 | 5    | 2    | 5    | 0    | 0 | 0             | 0             | -             | 15            | 4             | 3 | 8     | 267   | 104   | 72    | 91 | 47.94%      | 395     | 372     | +23     |         |         |         |         |
| 1. 2. 3.                     |              |              |      |      |      |      |      |    |      |      |      |      |   |               |               |               |               |               |   |       |       |       |       |    |             |         |         |         |         |         |         |         |

#### Selección
| Estados Unidos      | 2018-19             | 6   | 5   | 0  | 1  | 2.º  | -  | -  | - | - | - | - | - | - | -   | 6  | 3  | 1 | 2  | 12  | 8   | 1  | 3   | 69.45% | 22  | 7   | +15  |
| Estados Unidos      | 2019-20             | 6   | 5   | 0  | 1  | 1.º  | -  | -  | - | - | - | - | - | - | -   | 3  | 1  | 1 | 1  | 9   | 6   | 1  | 2   | 70.37% | 21  | 9   | +12  |
| Estados Unidos      | 2020-21             | 6   | 6   | 0  | 0  | 1.º  | -  | -  | - | - | - | - | - | - | -   | 8  | 6  | 1 | 1  | 14  | 12  | 1  | 1   | 88.09% | 41  | 7   | +34  |
| Estados Unidos      | 2021-22             | -   | -   | -  | -  | -    | 14 | 7  | 4 | 3 | - | - | - | - | -   | 3  | 2  | 1 | 0  | 17  | 9   | 5  | 3   | 62.74% | 25  | 10  | +15  |
| Estados Unidos      | 2022-23             | 2   | 1   | 1  | 0  | Inc. | -  | -  | - | - | 4 | 1 | 2 | 1 | 1/8 | 2  | 0  | 1 | 1  | 8   | 2   | 4  | 2   | 41.67% | 9   | 7   | +2   |
| Estados Unidos      | 2023-24             | 7   | 4   | 0  | 3  | 1.º  | -  | -  | - | - | - | - | - | - | -   | 7  | 3  | 1 | 3  | 14  | 7   | 1  | 6   | 52.38% | 26  | 16  | +10  |
| Total selección     | Total selección     | 27  | 21  | 1  | 5  | -    | 14 | 7  | 4 | 3 | 4 | 1 | 2 | 1 | -   | 29 | 15 | 6 | 8  | 74  | 44  | 13 | 17  | 65.32% | 144 | 56  | +88  |
| Total en su carrera | Total en su carrera | 267 | 116 | 68 | 83 | -    | 26 | 12 | 6 | 8 | 4 | 1 | 2 | 1 | -   | 44 | 19 | 9 | 16 | 341 | 148 | 85 | 108 | 51.71% | 539 | 428 | +111 |

###### Estadísticas como seleccionador de Estados Unidos
| Torneo                       | PJ | PG | PE | PP | GF  | GC | DF  | Pts | Mejor Resultado  | Rendimiento |
| ---------------------------- | -- | -- | -- | -- | --- | -- | --- | --- | ---------------- | ----------- |
| Copa Mundial de Fútbol       | 4  | 1  | 2  | 1  | 3   | 4  | -1  | 5   | Octavos de final | 41.67%      |
| Copa de Oro                  | 12 | 11 | 0  | 1  | 26  | 3  | +23 | 33  | Campeón          | 91.67%      |
| Liga de Naciones Concacaf    | 12 | 9  | 1  | 2  | 34  | 9  | +25 | 28  | Campeón          | 77.78%      |
| Copa América                 | 3  | 1  | 0  | 2  | 3   | 3  | +0  | 3   | Fase de grupos   | 33.33%      |
| Clasificatorias Mundialistas | 14 | 7  | 4  | 3  | 21  | 10 | +11 | 25  | Clasificado      | 59.52%      |
| Amistosos                    | 29 | 15 | 6  | 8  | 57  | 27 | +30 | 51  | +15 PG           | 58.62%      |
| Total                        | 74 | 44 | 13 | 17 | 144 | 56 | +88 | 145 | 3 Títulos        | 65.32%      |

#### Resumen por competiciones
| Competición               | Partidos | Ganados | Empatados | Perdidos | %      |
| Clubes                    | Clubes   | Clubes  | Clubes    | Clubes   | Clubes |
| ------------------------- | -------- | ------- | --------- | -------- | ------ |
| Superettan                | 45       | 18      | 16        | 11       | 51.85% |
| Copa de Suecia            | 1        | 0       | 1         | 0        | 33.33% |
| MLS                       | 195      | 77      | 51        | 67       | 48.21% |
| MLS Cup                   | 15       | 4       | 3         | 8        | 33.34% |
| US Open Cup               | 11       | 5       | 1         | 5        | 48.48% |
| Leagues Cup               | 0        | 0       | 0         | 0        | 0%     |
| Total clubes              | 267      | 104     | 72        | 91       | 47.94% |
| Selección                 |          |         |           |          |        |
| Liga de Naciones Concacaf | 12       | 9       | 1         | 2        | 77.78% |
| Copa de Oro               | 12       | 11      | 0         | 1        | 91.67% |
| Copa América              | 3        | 1       | 0         | 2        | 33.33% |
| Clasificatorias Mundial   | 14       | 7       | 4         | 3        | 59.52% |
| Mundial                   | 4        | 1       | 2         | 1        | 41.67% |
| Amistosos                 | 29       | 15      | 6         | 8        | 58.62% |
| Total selecciones         | 74       | 44      | 13        | 17       | 65.32% |
| Total en su carrera       | 341      | 148     | 85        | 108      | 51.71% |

## Palmarés

### Como entrenador

#### Títulos internacionales
| Título           | Equipo                      | País           | Año     |
| ---------------- | --------------------------- | -------------- | ------- |
| Liga de Naciones | Selección de Estados Unidos | Estados Unidos | 2019-20 |
| Copa de Oro      | Selección de Estados Unidos | Estados Unidos | 2021    |
| Liga de Naciones | Selección de Estados Unidos | Estados Unidos | 2023-24 |